# Prosopocera alba
Prosopocera alba es una especie de escarabajo longicornio del género Prosopocera, categorizada en la tribu Prosopocerini, de la subfamilia Lamiinae. Fue descrita por Breuning en 1938.

## Descripción
Mide 9 mm de longitud.

## Distribución
Se distribuye por República Democrática del Congo.